# Красев, Николай Никитович
Николай Никитович Красев (1889—1969) — инженер-мелиоратор, председатель Дальневосточного отдела Всероссийского Союза евангельских христиан (ДОВСЕХ) в 1920—1926 годах. Редактор-издатель журнала «Слово и Жизнь» в 1921—1922 годах, а также, предположительно, журнала «Луч Истины» в 1919 году. По профессии — инженер, работник губземуправления. В 1926 году председателем ДОВСЕХ стал Андрей Иосифович Савельев.
Дальнейшая судьба Красева неизвестна, однако, предположительно, он не умер своей смертью, поскольку не упоминается в списке недавно «отошедших в вечность», оглашённом на 10 Всесоюзном съезде евангельских христиан 30 ноября 1926 года.